# Walt Weiss

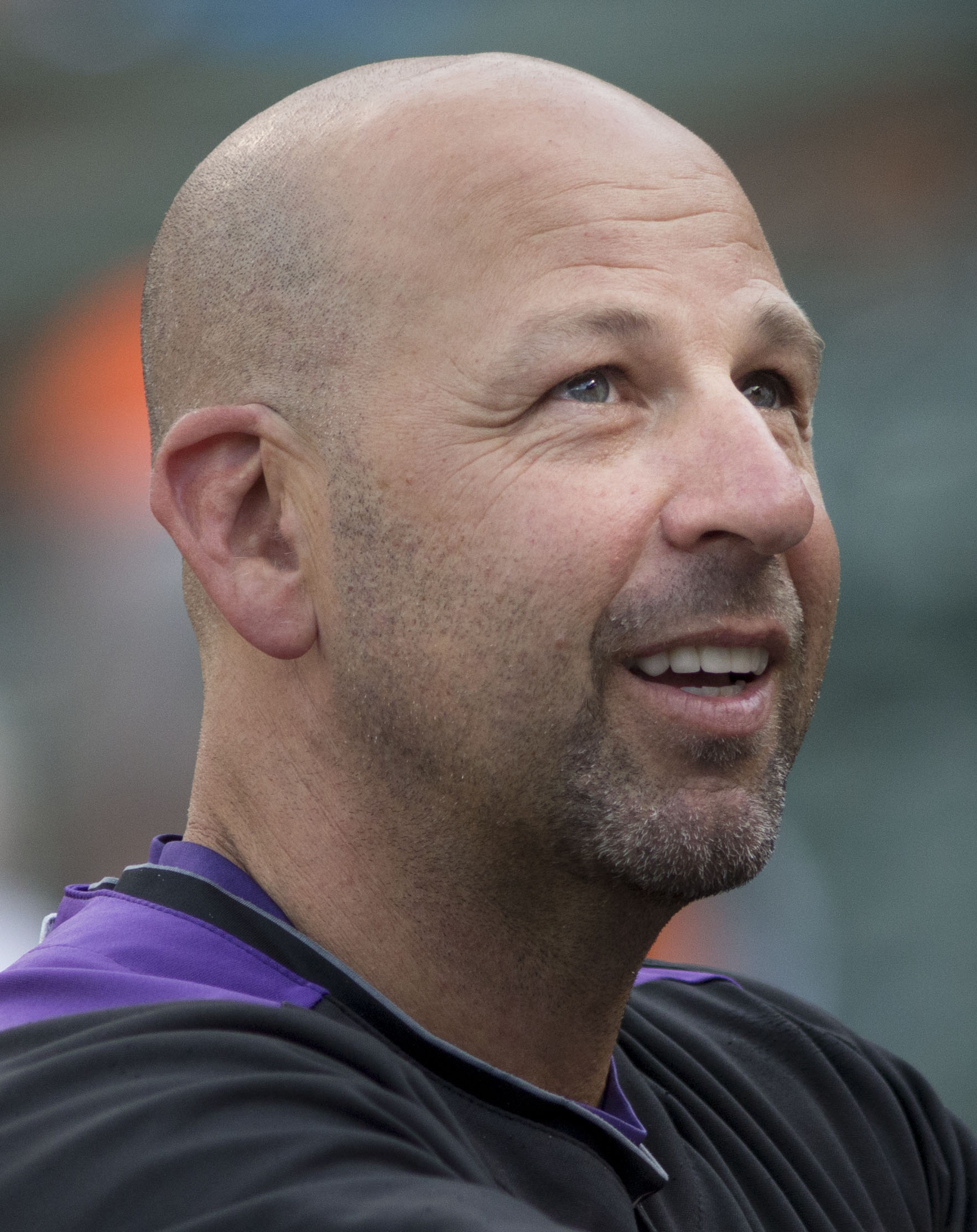
Walt Weiss em agosto de 2013.

Walt Weiss (Condado de Orange, 28 de novembro de 1963) é um ex-jogador profissional de beisebol norte-americano.

## Carreira
Walt Weiss foi campeão da World Series 1989 jogando pelo Oakland Athletics. Na série de partidas decisiva, sua equipe venceu o San Francisco Giants por 4 jogos a 0.